# República Popular China en los Juegos Paralímpicos de Sídney 2000
La República Popular China estuvo representada en los Juegos Paralímpicos de Sídney 2000 por un total de 87 deportistas, 54 hombres y 33 mujeres.

## Medallistas
El equipo paralímpico chino obtuvo las siguientes medallas:
| Nombre                                           | Deporte                   | Evento                                |
| ------------------------------------------------ | ------------------------- | ------------------------------------- |
| Oro                                              |                           |                                       |
| Xu Hongyan                                       | Atletismo                 | Disco F12 femenino                    |
| Wu Hongping                                      | Atletismo                 | Disco F46 femenino                    |
| Yao Juan                                         | Atletismo                 | Jabalina F44 femenino                 |
| Li Qiang                                         | Atletismo                 | 100 m T12 masculino                   |
| Li Qiang                                         | Atletismo                 | 400 m T12 masculino                   |
| Zhang Hongwei                                    | Atletismo                 | Salto de longitud F46 masculino       |
| Zhang Hongwei                                    | Atletismo                 | Triple salto F46 masculino            |
| Sun Haitao                                       | Atletismo                 | Peso F13 masculino                    |
| Hou Bin                                          | Atletismo                 | Salto de altura F42 masculino         |
| Wu Yancong                                       | Atletismo                 | Salto de altura F46 masculino         |
| Huang Wentao                                     | Atletismo                 | Triple salto F12 masculino            |
| Bian Jianxin                                     | Levantamiento de potencia | –40 kg femenino                       |
| Fu Taoying                                       | Levantamiento de potencia | –56 kg femenino                       |
| Li Ruigang                                       | Levantamiento de potencia | –75 kg femenino                       |
| Cao Ping                                         | Levantamiento de potencia | +82,5 kg femenino                     |
| Zhang Haidong                                    | Levantamiento de potencia | –75 kg masculino                      |
| Zhu Hongyan                                      | Natación                  | 50 m libre S12 femenino               |
| Zhu Hongyan                                      | Natación                  | 100 m libre S12 femenino              |
| Zhu Hongyan                                      | Natación                  | 100 m espalda S12 femenino            |
| Zhu Hongyan                                      | Natación                  | 100 m mariposa S12 femenino           |
| Zhu Hongyan                                      | Natación                  | 200 m estilos SM12 femenino           |
| Dong Qiming                                      | Natación                  | 100 m espalda S11 femenino            |
| Dong Qiming                                      | Natación                  | 200 m estilos SM11 femenino           |
| Yin Jianhua                                      | Natación                  | 50 m libre S6 masculino               |
| Yin Jianhua                                      | Natación                  | 100 m libre S6 masculino              |
| Xiong Xiaoming                                   | Natación                  | 50 m libre S9 masculino               |
| Xiong Xiaoming                                   | Natación                  | 100 m libre S9 masculino              |
| He Junquan                                       | Natación                  | 50 m mariposa S5 masculino            |
| Tian Hengheng                                    | Natación                  | 200 m estilos SM8 masculino           |
| Chen Weihong                                     | Tenis de mesa             | Individual 5 femenino                 |
| Zhang Xiaoling                                   | Tenis de mesa             | Individual 6-8 femenino               |
| Chen Weihong Ren Guixiang                        | Tenis de mesa             | Equipo 4-5 femenino                   |
| Liu Meili Lu Chunmin Luo Fuqun Zhang Xiaoling    | Tenis de mesa             | Equipo 6-10 femenino                  |
| Huang Wei                                        | Tiro                      | Pistola deportiva SH1 mixto           |
| Plata                                            |                           |                                       |
| Wu Hongping                                      | Atletismo                 | Jabalina F46 femenino                 |
| Wu Hongping                                      | Atletismo                 | Peso F46 femenino                     |
| Xu Hongyan                                       | Atletismo                 | Jabalina F12 femenino                 |
| Liang Haichen                                    | Atletismo                 | 100 m T46 masculino                   |
| Li Qiang                                         | Atletismo                 | 200 m T12 masculino                   |
| Sun Haitao                                       | Atletismo                 | Disco F13 masculino                   |
| Ha Silao                                         | Atletismo                 | Jabalina F44 masculino                |
| Wang Daichen                                     | Atletismo                 | Jabalina F46 masculino                |
| Guo Weizhong                                     | Atletismo                 | Salto de altura F42 masculino         |
| Li Duan                                          | Atletismo                 | Triple salto F11 masculino            |
| Zhu Mingxia                                      | Levantamiento de potencia | –100 kg femenino                      |
| Zuo Jue                                          | Levantamiento de potencia | –60 kg femenino                       |
| Gong Baoren                                      | Natación                  | 100 m braza SB7 masculino             |
| Zhao Wei                                         | Natación                  | 100 m braza SB8 masculino             |
| He Junquan                                       | Natación                  | 50 m espalda S5 masculino             |
| Tian Hengheng                                    | Natación                  | 50 m libre S8 masculino               |
| Zhang Zhiqiang                                   | Natación                  | 400 m libre S6 masculino              |
| Ren Guixiang                                     | Tenis de mesa             | Individual 5 femenino                 |
| Liu Meili                                        | Tenis de mesa             | Individual 9 femenino                 |
| Lin Haiyan                                       | Tiro                      | Pistola de aire SH1 femenino          |
| Li Jianfei                                       | Tiro                      | Pistola de aire SH1 masculino         |
| Cui Baoji                                        | Yudo                      | –73 kg masculino                      |
| Bronce                                           |                           |                                       |
| Wang Juan                                        | Atletismo                 | 100 m T44 femenino                    |
| Wang Juan                                        | Atletismo                 | 200 m T44 femenino                    |
| Xiao Haiying                                     | Atletismo                 | Salto de longitud F46 femenino        |
| Wu Yanjian                                       | Atletismo                 | 1500 m T46 masculino                  |
| Wu Yanjian                                       | Atletismo                 | 5000 m T46 masculino                  |
| Sun Haitao                                       | Atletismo                 | Jabalina F13 masculino                |
| Li Duan                                          | Atletismo                 | Salto de longitud F11 masculino       |
| Zhang Xia                                        | Levantamiento de potencia | –48 kg femenino                       |
| Wang Jian                                        | Levantamiento de potencia | –52 kg masculino                      |
| Wu Ya Dong                                       | Levantamiento de potencia | –90 kg masculino                      |
| Yin Jianhua                                      | Natación                  | 100 m espalda S6 masculino            |
| Yin Jianhua                                      | Natación                  | 400 m libre S6 masculino              |
| Zeng Huabin                                      | Natación                  | 50 m espalda S4 masculino             |
| Xia Kai                                          | Natación                  | 50 m mariposa S6 masculino            |
| Zeng Huabin He Junquan Li Peng Xia Kai Mao Qiwen | Natación                  | 4 × 50 m estilos (20 ptos.) masculino |
| Luo Fuqun                                        | Tenis de mesa             | Individual 9 femenino                 |
| Men Runming                                      | Yudo                      | –100 kg masculino                     |